# Diadegma insulare
Diadegma insulare là một loài tò vò trong họ Ichneumonidae.